# Bassercles
Bassercles település Franciaországban, Landes megyében. Lakosainak száma 154 fő (2022. január 1.). Bassercles Argelos, Beyries, Castelner, Poudenx, Labeyrie és Sault-de-Navailles községekkel határos.

## Népesség
A település népességének változása:
| Lakosok száma | 150  | 122  | 120  | 105  | 134  | 151  | 155  | 154  | 155  | 154  |
|               | 1968 | 1982 | 1990 | 2006 | 2013 | 2015 | 2017 | 2019 | 2020 | 2022 |